# Torrent de Binificat
El torrent de Binificat és un torrent que neix al massís de Randa dins del terme municipal de Llucmajor, a Mallorca, a la possessió de sa Maimona, entre el puig de sa Maimona i el puig de ses Roques. Discorre, uns quatre quilòmetres, de nord-est a sud-oest per la vall de la possessió de Binificat, de la qual pren el nom; i duu les seves aigües fins a les Piquetes des Pèlec, on les aboca al torrent des Pèlec.